# Вошберн (округ Кларк, Вісконсин)
Вошберн (англ. Washburn) — місто (англ. town) в США, в окрузі Кларк штату Вісконсин. Населення — 289 осіб (2020).

## Демографія
Згідно з переписом 2010 року, у місті мешкало 290 осіб у 115 домогосподарствах у складі 83 родин. Було 210 помешкань
Расовий склад населення:
| - 97,6 % — білих - 0,3 % — корінних американців - 0,3 % — азіатів - 1,7 % — осіб інших рас |

До двох чи більше рас належало 0,0 %. Частка іспаномовних становила 3,4 % від усіх жителів.
За віковим діапазоном населення розподілялося таким чином: 22,4 % — особи молодші 18 років, 63,1 % — особи у віці 18—64 років, 14,5 % — особи у віці 65 років та старші. Медіана віку мешканця становила 43,3 року. На 100 осіб жіночої статі у місті припадало 108,6 чоловіків;  на 100 жінок у віці від 18 років та старших — 106,4 чоловіків також старших 18 років.
Середній дохід на одне домашнє господарство  становив 51 775 доларів США (медіана — 35 625), а середній дохід на одну сім'ю — 60 293 долари (медіана — 42 500). Медіана доходів становила 37 000 доларів для чоловіків та 36 250 доларів для жінок. За межею бідності перебувало 20,1 % осіб, у тому числі 33,3 % дітей у віці до 18 років та 14,6 % осіб у віці 65 років та старших.
Цивільне працевлаштоване населення становило 109 осіб. Основні галузі зайнятості: освіта, охорона здоров'я та соціальна допомога — 23,9 %, виробництво — 17,4 %, сільське господарство, лісництво, риболовля — 12,8 %, роздрібна торгівля — 11,0 %.